# Geraldine Hughes
Geraldine Hughes (Belfast, 1970) è un'attrice britannica.

## Biografia
Geraldine Hughes nasce a Belfast e cresce nella celebre Divis Tower durante il conflitto nordirlandese, dal quale riuscì a sfuggire grazie al suo amore per la scuola e il club di recitazione. Ottiene il suo primo ruolo nel film TV Children in the Crossfire del 1984 senza avere nessuna esperienza cinematografica e si trasferisce negli Stati Uniti all'età di 18 anni. Durante i primi anni a Los Angeles, la Hughes fa anche la baby sitter al figlio di Danny DeVito e Rhea Perlman e frequenta l'università della California, dove si laurea al corso di teatro, cinema e televisione. Vive a Los Angeles per 16 anni per poi trasferirsi a New York. La Queens University di Belfast la premia con una laurea onoraria per il suo contributo nelle arti recitative.
Dopo uno spettacolo teatrale, l'attrice viene contattata da un direttore di casting per i provini per il film Rocky Balboa, dove interpreta il ruolo che la rende celebre.

### Vita privata
È sposata con l'americano Ian Harrington, un uomo di umili origini.

## Teatro
La Hughes ha scritto il dramma teatrale Belfast Blues basandosi sulla sua personale esperienza vissuta a Belfast durante il conflitto nordirlandese, raccontando gli orrori dei disordini che ha vissuto da bambina. Il marito Ian Harrington l'ha incoraggiata a portare in teatro questo dramma per diffondere la sua storia.

## Filmografia

### Cinema
- The End of the World Man, regia di Bill Miskelly (1986)
- St. Patrick's Day, regia di Hope Perello (1997)
- Duplex - Un appartamento per tre (Duplex), regia di Danny DeVito (2003)
- Rocky Balboa, regia di Sylvester Stallone (2006)
- Gran Torino, regia di Clint Eastwood (2008)
- Pumpgirl, regia di Carol Moore (2009)
- Dead Souls, regia di Colin Theys (2012)
- Gli invisibili (Time Out of Mind), regia di Oren Moverman (2014)
- Il libro di Henry (The Book of Henry), regia di Colin Trevorrow (2017)
- Nine Days, regia di Edson Oda (2020)

### Televisione
- Children in the Crossfire - film TV, regia di George Schaefer (1984)
- E.R. - Medici in prima linea (ER) - serie TV, episodio 4x11 (1998)
- Profiler - Intuizioni mortali (Profiler) - serie TV, episodio 3x01 (1998)
- Little John - film TV, regia di Dick Lowry (2002)
- The Guardian - serie TV, episodio 2x07 (2002)
- La signora in giallo - La ballata del ragazzo perduto (The Celtic Riddle) - film TV, regia di Anthony Pullen Shaw (2003)
- Oliver Beene - serie TV, episodio 2x07 (2004)
- Law & Order - Unità vittime speciali (Law & Order: Special Victims Unit) - serie TV, episodio 9x04 (2007)
- Law & Order - I due volti della giustizia (Law & Order) - serie TV, episodio 19x04 (2008)
- The Good Wife - serie TV, episodio 1x15 (2010)
- Mercy - serie TV, episodio 1x16 (2010)
- Nurse Jackie - Terapia d'urto (Nurse Jackie) - serie TV, episodio 2x11 (2010)
- Law & Order: Criminal Intent - serie TV, episodio 9x14 (2010)
- Killing Lincoln - film TV, regia di Adrian Moat (2013)
- Blue Bloods - serie TV, episodio 4x09 (2013)
- The Blacklist - serie TV, 3 episodio (2013-2017)

### Cortometraggi
- Blue Caviar , regia di Mikael Forsberg (2001)
- Filet of 4, regia di Kamala Lopez (2003)
- Frank?, regia di Frank H. Woodward (2004)
- Imposter, regia di Jared Knecht e Salomon Ligthelm (2017)

## Riconoscimenti
- 2003 – The Ovation Awards[6]
  - Best solo performance per Belfast Blues
- 2004 – Back Stage Garland Awards[7]
  - Miglior performance per Belfast Blues
- 2005 – Drama League Award[8]
  - Candidatura per la miglior performance per Belfast Blues